# Dorothy L. Sayers

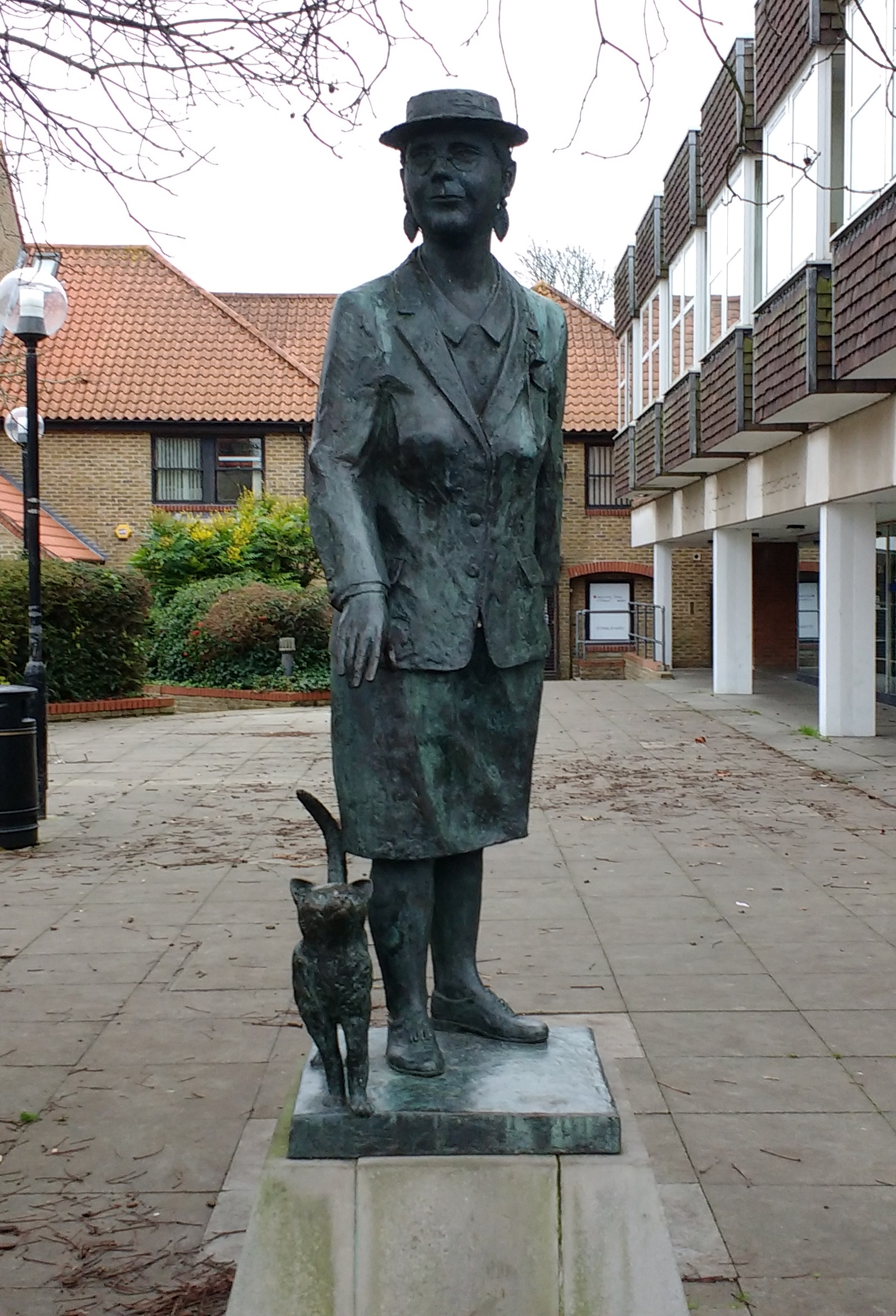
Standbeeld van Sayers in Witham

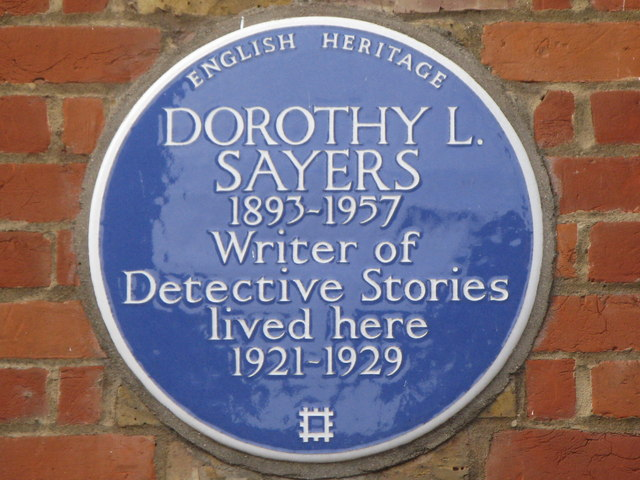
Plaquette ter herinnering aan de schrijfster

Dorothy Leigh Sayers (Oxford, 13 juni 1893 – Witham, 17 december 1957) was een Engelse schrijfster, dichteres, toneelschrijfster en vertaalster en werd het bekendst door haar detectiveverhalen met een hoger literair gehalte dan over het algemeen gebruikelijk in dit genre.

## Leven en werk

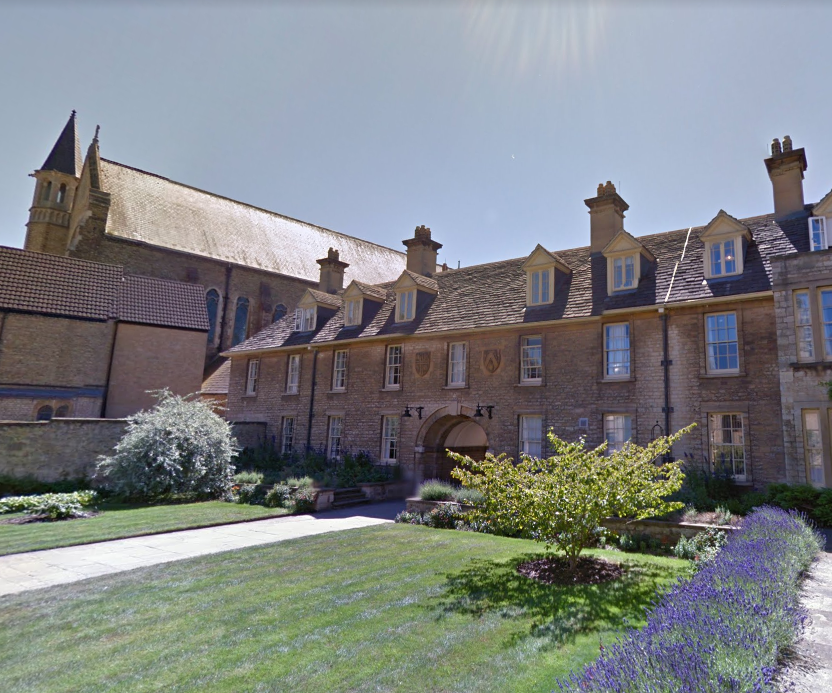
Somerville College, Oxford, waar Sayers studeerde

Dorothy Sayers werd in Oxford geboren als enig kind van Henry Sayers, een Anglicaanse geestelijke en hoofd van een christelijke school, en Helen Mary Leigh.
In 1915 promoveerde ze met lof in de moderne talen aan het Somerville College in Oxford. Ze was daarmee een van de eerste Engelse vrouwen die in Oxford een academische graad behaalden. Na haar afstuderen schreef ze twee dichtbundels. Om in haar onderhoud te kunnen voorzien werkte ze een poosje als copywriter en begon tegelijkertijd aan het schrijven van detectiveromans.
Haar eerste roman, Whose Body?, publiceerde ze in 1923. Hierin introduceerde ze de ietwat dandy-achtige speurder Lord Peter Wimsey en zijn vriend, inspecteur Parker van Scotland Yard, die samen meestal misdaden in de hogere kringen oplosten. Hij treedt op in elf romans en in verschillende korte verhalen. Een tweede amateurdetective die zij creëerde is die van de handelsreiziger Montague Egg, die figureert in elf korte verhalen.
Sayers wist in haar detectiveverhalen creatieve doodsoorzaken te verzinnen, zoals dood door een kat met vergiftigde klauwen en door een dolk van ijs. 
In 1926 trouwde Sayers met Arthur Fleming en ging wonen in Witham in Essex.
In december 1936 werd de Peter Wimsey-roman Busman's Honeymoon opgevoerd als toneelstuk. Daar was ze zo enthousiast over dat ze stopte met het schrijven van detectiveverhalen en zich onder meer toelegde op het schrijven van hoorspelen en toneelstukken. Het stuk The Man Born to be King, uitgezonden op de BBC, lokte een storm van kritiek uit. Ze verwoordde in dit spel haar geloofsvisie, waarbij ze de Christusfiguur alledaags Engels liet spreken, iets wat in die tijd nieuw was.
Naast het schrijven van detectives vertaalde Sayers ook verschillende werken, zoals Tristan van Thomas en het Roelantslied (Chanson de Roland) uit het oud-Frans, dat ze zichzelf had aangeleerd, evenals middeleeuws Italiaans. Als spreekster was ze veelgevraagd. 
De laatste jaren van haar leven werkte Sayers aan een Engelse vertaling van Dantes driedelige Divina Comedia (Goddelijke Komedie). Het was van haar bekend dat ze religie en middeleeuwse studies belangrijker vond dan het schrijven van detectiveverhalen. Ze stierf op 17 december 1957 onverwachts aan een hartstilstand, terwijl ze werkte aan het laatste deel van Dantes werk, Paradiso.